# Borgore
Borgore is de artiestennaam van de Israëlische dubstepproducer Asaf Borger. Tevens maakt hij rap en trap. Borgore noemt zijn substijl gorestep. Deze wordt gekenmerkt door heavymetal-invloeden, een rauwe, agressieve baslijn en soms expliciete teksten. Borgore is eigenaar van platenlabel Buygore, waar Ookay en Sikdope muziek op uitbrengen.
Borger is klassiek geschoold en was drummer van de deathmetalband Shabira. Met Tomba vormt hij het dubstepduo Alphamale Primates. Als Borgore bracht hij zijn eerste plaat uit in 2009 en deed in dat jaar een tournee in het Verenigd Koninkrijk en de Verenigde Staten. Hij speelde in 2010 onder andere op SXSW, Springtime Festival te Halen en in Brugge, in 2011 onder andere op Lowlands en tweemaal in de Melkweg en in 2012 onder andere in en op het Patronaat, Dance Valley, Sziget-festival en Pukkelpop.
Borgore heeft remixes geproduceerd voor onder andere Metallica en Britney Spears.